# 46 (число)
46 (со́рок шість) — натуральне число між 45 і 47.

## Математика
- 246 = 70368744177664
- 46 — напівпросте число
- 46 — максимальна кількість шматків, на який є можливість розрізати куб дев’ятьма площинами
- 3-те Дев’ятикутне число

## Наука
- Атомний номер паладію
- Майже у всіх адрових кліток людини 46 хромосом

## Дати
- 46 рік
- 46 рік до н. е.
- 1746 рік
- 1846 рік
- 1946 рік

## Спорт
- Валентіно Россі — один з найвидатніших мотогонщиків всіх часів бере участь у перегонах під номером 46
- 46 — назва оборонної схеми у Американському футболі

## Інші галузі
- ASCII-код символу «.»
- У Новому загальному каталозі позначається об’єкт NGC 45 — галактика типу SBd у сузір'ї Кит.
- У Каталозі Мессьє позначається об’єкт M46 — розсіяне скупчення типу III2m у сузір'ї Корма.

## У музиці
- 46 — альбом гурту Кіно

## В інших сферах
- Міжнародний телефонний код Швеції